# Alfred Hendrickx
Alfred Hendrickx (Mechelen, 1931) is een Belgische ontwerper uit de jaren '50 en '60. Hendrickx werd onder andere bekend met zijn reeks Belform voor expo '58. Hij wordt omschreven als onze belangrijkste na-oorlogse ontwerper. Samen met Willy Van Der Meeren, Jos De Mey en Lucien Engels was hij in die tijd een van de bekendste ontwerpers.

## Biografie
Hendrickx ontwerp initieel meubelen voor de firma  Van Fleteren die door zijn grootvader Eugéne van Fleteren werd gesticht.

## Erkentelijkheden
In 2000 verscheen het boek Hedendaagse design - Alfred Hendrickx en het fifties meubel in België van Mil De Kooning (isbn 9076099316).

## Werken
- Enkele werken zien in het Design Museum Gent.[5]

Voor enkele werken werken hij samen met keramist Jaak van de Vijver die de tegels maakte voor de (schuif)deuren.